# Margaret Berger
Margaret Berger (* 11. Oktober 1985 in Trondheim) ist eine norwegische Popsängerin. Sie vertrat Norwegen mit dem Lied I Feed You My Love beim Eurovision Song Contest 2013 und erreichte dort den vierten Platz.

## Werdegang
Berger wuchs auf Hitra auf. Sie sang in einem Gospelchor und begann im Alter von zwölf Jahren, ihre eigenen Songs zu schreiben.
Berger erreichte 2004 den zweiten Platz in der Castingshow Idol: Jakten på en superstjerne, der norwegischen Variante von Pop Idol. Im Oktober 2004 erschien ihr Debütalbum Chameleon, das den vierten Platz in den norwegischen Album-Charts erreichte. Sie gewann im selben Jahr den Spellemannprisen für das Musikvideo beim Song Lifetime guarantee. 2006 veröffentlichte sie ihr zweites Album Pretty Scary Silver Fairy.
Im Februar 2013 gewann Berger mit dem Song I Feed You My Love den Melodi Grand Prix, den norwegischen Vorentscheid zum Eurovision Song Contest 2013, und vertrat somit ihr Heimatland in Malmö, Schweden. Geschrieben wurde I Feed You My Love von der Songwriterin Karin Park und dem Produzenten-Duo Machopsycho. Park wollte den Titel aber nicht selbst singen und erinnerte sich an Bergers Auftritt in der Castingshow, woraufhin sie der Sängerin den Song anbot. Im Finale des Eurovision Song Contest 2013 erreichte sie mit 191 Punkten den vierten Platz.
Gemeinsam mit Sandra Lyng war Berger im Jahr 2014 als Jurorin bei der Castingshow Idol junior tätig. Zudem wirkte sie an der zu Beginn der im Jahr 2016 aufgezeichneten und bei TV 2 ausgestrahlten sechsten Staffel der Musikshow Hver gang vi møtes mit. Im Jahr 2021 nahm sie an der zweiten Staffel der Musikshow Maskorama teil. Dort schied sie im Halbfinale als Vierte aus. Im Jahr 2024 nahm Berger mit dem Lied Oblivion am Melodi Grand Prix 2024 teil. Dort erreichte sie im Finale den siebten Platz.

## Auszeichnungen
Spellemannprisen
- 2004: „Musikvideo des Jahres“ (für Lifetime Guarantee)
- 2004: Nominierung in der Kategorie „Newcomer des Jahres“

## Diskografie

### Alben
- 2004: Chameleon
- 2006: Pretty Scary Silver Fairy
- 2011: Four Hits (EP)

### Singles
- 2006: Samantha
- 2006: Will You Remember Me Tomorrow?
- 2007: Robot Song
- 2011: In a Box
- 2013: I Feed You My Love (NO: Platin)[13]
- 2013: Human Race
- 2014: Scream
- 2015: Diamonds
- 2016: Apologize
- 2016: Running with Scissors
- 2020: Se deg
- 2020: Hjertemedisin
- 2021: Gal
- 2022: Gjennomsiktig
- 2022: Play On
- 2024: Oblivion